# Bùi Hạc Đính
Bùi Hạc Đính (sinh năm 1922 tại Hà Nội) là một nữ kịch sĩ Việt Nam.

## Tiểu sử
Bùi Hạc Đính nguyên có tên khai sinh Bùi Thị Đính, là con gái của thi sĩ Nam Hương. Thuở nhỏ, cô Đính được gia đình gửi vào trường nữ học Lê Ngọc Hân ở phố Lò Đúc, đến khi 15 tuổi đã có bằng Sơ học Pháp-Việt. Lớn thêm một chút, cô mở một hiệu bán mỹ phẩm tại nhà.
Năm 1943, ban kịch tài tử Chí Hòa dựng vở Nửa chừng xuân nhưng tìm mãi không ưng một ai cho vai nữ chính. Trong số những người xin diễn thử, Bùi Thị Đính may mắn được chọn, nhân vật tên Mai vốn khiến cô mê từ lâu. Chỉ trong một đêm, cô Đính đã thuộc làu kịch bản. Lần đầu đứng trên sân khấu với 7 lớp kịch, cô Bùi Thị Đính đã khiến khán giả khóc sướt mướt. Ngay sau đó, vở kịch được ban Chí Hòa đem đi diễn khắp nơi, từ Hà Nội cho đến Phủ Lý, Nam Định. Cũng kể từ lúc này, nghệ danh Hạc Đính đã gắn liền với tên tuổi của cô. Sang năm 1944, ông bầu Chu Ngọc lại mời cô Đính sắm vai Thị Lộ trong vở Lệ Chi viên do thi sĩ Hoàng Cầm soạn, chính Hoàng Cầm thủ vai Lê Thánh Tông.
Vào năm 1945, thi sĩ Trần Huyền Trân mời Bùi Hạc Đính diễn một vai trong vở 19 tháng 8 của mình, từ đây giữa họ dần nảy nở quan hệ yêu đương. Năm 1946, hai ông bà tiến hành đám cưới theo nghi thức "nếp sống mới" tại tòa Đốc lý Hà Nội (nay là trụ sở Ủy ban Nhân dân Thành phố). Đến khi xảy ra Chiến tranh Đông Dương, cô Đính theo chồng lên chiến khu Việt Bắc, phải quen dần việc gánh nước, trồng khoai sắn, nuôi gà, sống cảnh nhà tranh vách đất với ngọn đèn dầu leo lét.
Sau Hiệp định Genève, gia đình Bùi Hạc Đính trở lại Hà Nội vào một đêm tháng 10, khi đã có 2 mặt con. Bà vào biên chế Nhà hát Kịch Hà Nội, nhưng do đã lớn tuổi nên cơ hội xuất hiện trên sân khấu hiếm như trước. Bà Hạc Đính phải xin đan len mậu dịch để nuôi 4 người con, trong lúc chồng vẫn mải mê với thơ và chèo.
| “               | Có đêm đang ngủ bỗng giật mình vì tiếng hát của mẹ. Khi có hứng thì cụ lại hát một số bài bằng tiếng Pháp. Đến nay, cụ vẫn giao tiếp, đọc sách vô tư bằng tiếng Pháp, còn tiếng Anh thì như cụ tự thú: 'Tôi biết chào hỏi, hỏi han đôi câu và nói được em yêu anh, thế thôi'. | ” |
| — Trần Kim Bằng | |   |

## Tác phẩm
Nhân dịp nữ nghệ sĩ Thu An mất, bà Bùi Hạc Đính có soạn một thi phẩm như sau:
Em đã ra đi một ngày thu
Chợt nghe tin dữ dạ bàng hoàng
Bấy lâu dẫu biết em đau yếu
Nào ngờ em đã vội ra đi
Lẽ nào em đã ra đi
Người thiên cổ chỉ thoảng như là một giấc mơ
Trăng tà soi bóng bên thềm
Cỏ may cũng xót thương người mãi xa
Từ nay yên nghỉ cõi vĩnh hằng
Khúc ca ly biệt ngòn tàn đăng
Danh em sáng mãi ngời sông núi
Rạng cả trời Nam em biết chăng

## Qua đời
Ngày 1 tháng 3 năm 2019, bà từ trần, hưởng thọ 97 tuổi. 

## Gia thất
- Bùi Huy Cường (thân phụ)
- Trần Huyền Trân (hôn phu)
- Trần Kim Bằng (trưởng nam)